# Johan Löwen
Johan Löwen, född 19 februari 1697 i Stockholm, död där 4 mars 1775, var en svensk friherre, militär och ämbetsman.
Johan Löwen var son till landshövdingen och översten Otto Wilhelm von Löwen. Han blev 1709 musketerare vid Livgardet, avancerade där till fänrik och till premiärlöjtnant 1718 och deltog samma år i fälttåget till Norge och belägringen av Fredrikstens fästning. Efter krigets slut trädde Löwen in på hovmannabanan, utnämndes 1721 till kammarherre och 1738 till hovmarskalk och upphöjdes 1751 till friherrligt stånd. 1755 blev han president i Kammarrevisionen och 1765 president i Statskontoret, en post han innehade till 1772.